# دونغ ينغ
دونغ ينغ (بالصينية: 东营市 )‏ هي مدينة على مستوى محافظة، في جمهورية الصين الشعبية، تتبع شاندونغ، تبلغ مساحتها 7,923 كيلومتر مربع، رمزها البريدي هو 257000.

## المناخ
يظهر الجدول التالي التغييرات المناخية على مدار السنة لدونغ ينغ:
| البيانات المناخية لـدونغ ينغ       | البيانات المناخية لـدونغ ينغ | البيانات المناخية لـدونغ ينغ | البيانات المناخية لـدونغ ينغ | البيانات المناخية لـدونغ ينغ | البيانات المناخية لـدونغ ينغ | البيانات المناخية لـدونغ ينغ | البيانات المناخية لـدونغ ينغ | البيانات المناخية لـدونغ ينغ | البيانات المناخية لـدونغ ينغ | البيانات المناخية لـدونغ ينغ | البيانات المناخية لـدونغ ينغ | البيانات المناخية لـدونغ ينغ | البيانات المناخية لـدونغ ينغ |
| الشهر                              | يناير                        | فبراير                       | مارس                         | أبريل                        | مايو                         | يونيو                        | يوليو                        | أغسطس                        | سبتمبر                       | أكتوبر                       | نوفمبر                       | ديسمبر                       | المعدل السنوي                |
| ---------------------------------- | ---------------------------- | ---------------------------- | ---------------------------- | ---------------------------- | ---------------------------- | ---------------------------- | ---------------------------- | ---------------------------- | ---------------------------- | ---------------------------- | ---------------------------- | ---------------------------- | ---------------------------- |
| الدرجة القصوى °م (°ف)              | 15.2 (59.4)                  | 22.8 (73.0)                  | 26.0 (78.8)                  | 34.0 (93.2)                  | 40.7 (105.3)                 | 39.3 (102.7)                 | 40.3 (104.5)                 | 38.5 (101.3)                 | 36.1 (97.0)                  | 32.6 (90.7)                  | 26.3 (79.3)                  | 21.0 (69.8)                  | 40.7 (105.3)                 |
| متوسط درجة الحرارة الكبرى °م (°ف)  | 2.5 (36.5)                   | 5.1 (41.2)                   | 11.5 (52.7)                  | 20.1 (68.2)                  | 25.9 (78.6)                  | 29.9 (85.8)                  | 31.2 (88.2)                  | 30.3 (86.5)                  | 26.5 (79.7)                  | 20.4 (68.7)                  | 12.1 (53.8)                  | 5.1 (41.2)                   | 18.4 (65.1)                  |
| المتوسط اليومي °م (°ف)             | −2.6 (27.3)                  | −0.3 (31.5)                  | 5.7 (42.3)                   | 13.7 (56.7)                  | 19.7 (67.5)                  | 24.3 (75.7)                  | 26.8 (80.2)                  | 26.1 (79.0)                  | 21.5 (70.7)                  | 14.9 (58.8)                  | 6.8 (44.2)                   | 0.1 (32.2)                   | 13.1 (55.6)                  |
| متوسط درجة الحرارة الصغرى °م (°ف)  | −6.3 (20.7)                  | −4.2 (24.4)                  | 1.3 (34.3)                   | 8.6 (47.5)                   | 14.4 (57.9)                  | 19.6 (67.3)                  | 23.1 (73.6)                  | 22.6 (72.7)                  | 17.2 (63.0)                  | 10.6 (51.1)                  | 2.8 (37.0)                   | −3.6 (25.5)                  | 8.8 (47.9)                   |
| أدنى درجة حرارة °م (°ف)            | −17.6 (0.3)                  | −20.2 (−4.4)                 | −8.9 (16.0)                  | −2 (28)                      | 3.8 (38.8)                   | 10.6 (51.1)                  | 14.8 (58.6)                  | 14.6 (58.3)                  | 7.9 (46.2)                   | −1.5 (29.3)                  | −10.3 (13.5)                 | −16.4 (2.5)                  | −20.2 (−4.4)                 |
| الهطول مم (إنش)                    | 5.5 (0.22)                   | 8.8 (0.35)                   | 12.5 (0.49)                  | 24.4 (0.96)                  | 39.9 (1.57)                  | 75.1 (2.96)                  | 160.3 (6.31)                 | 133.5 (5.26)                 | 45.9 (1.81)                  | 31.5 (1.24)                  | 14.9 (0.59)                  | 7.0 (0.28)                   | 559.3 (22.04)                |
| متوسط أيام هطول الأمطار (≥ 0.1 mm) | 2.7                          | 3.5                          | 4.0                          | 4.9                          | 5.7                          | 8.0                          | 11.8                         | 9.8                          | 5.9                          | 5.5                          | 4.4                          | 3.3                          | 69.5                         |
| المصدر: Weather China              |                              |                              |                              |                              |                              |                              |                              |                              |                              |                              |                              |                              |                              |

## التقسيمات الإدارية
- Dongying, Dongying [الإنجليزية]‏
- Hekou, Dongying [الإنجليزية]‏
- Kenli, Dongying [الإنجليزية]‏
- Lijin County [الإنجليزية]‏
- Guangrao County [الإنجليزية]‏.